# Reggenza di Tapanuli Settentrionale
La reggenza di Tapanuli Settentrionale (in lingua indonesiana: Kabupaten Tapanuli Utara) è una reggenza dell'Indonesia, situata nella provincia di Sumatra Settentrionale.